# 塞什河畔努瓦亚勒沙蒂永
塞什河畔努瓦亚勒沙蒂永（法語：Noyal-Châtillon-sur-Seiche，法語發音：[nwajal ʃatijɔ̃ syʁ sɛʃ]）是法国伊勒-维莱讷省的一个市镇，位于该省中部，塞什河畔，属于雷恩区和雷恩都会区，其市镇面积为26.51平方公里，2022年1月1日时人口数量为7995人。
塞什河畔努瓦亚勒沙蒂永是雷恩都会区的组成部分，是雷恩市区南部近郊的一个卫星城。

## 历史
该市镇于1993年1月1日由塞什河畔努瓦亚勒（Noyal-sur-Seiche）和塞什河畔沙蒂永（Châtillon-sur-Seiche）合并而成。

## 地名
“努瓦亚勒”和“沙蒂永”在此处为地名专名，按照法汉翻译习惯本应使用连字号连接。但是，该地由塞什河畔努瓦亚勒（Noyal-sur-Seiche）和塞什河畔沙蒂永（Châtillon-sur-Seiche）合并而成，“塞什河畔”后缀（sur-Seiche）对“努瓦亚勒”和“沙蒂永”均有修饰，加连字号成“塞什河畔努瓦亚勒-沙蒂永”后则会体现不出这一点，而是像“塞什河畔努瓦亚勒”与“沙蒂永”的组合，且同样情形的涅夫勒省副省会城市卢瓦尔河畔科讷库尔（Cosne-Cours-sur-Loire）亦不加连字号。

## 行政
塞什河畔努瓦亚勒沙蒂永的邮政编码为35230，INSEE市镇编码为35206。

## 地理

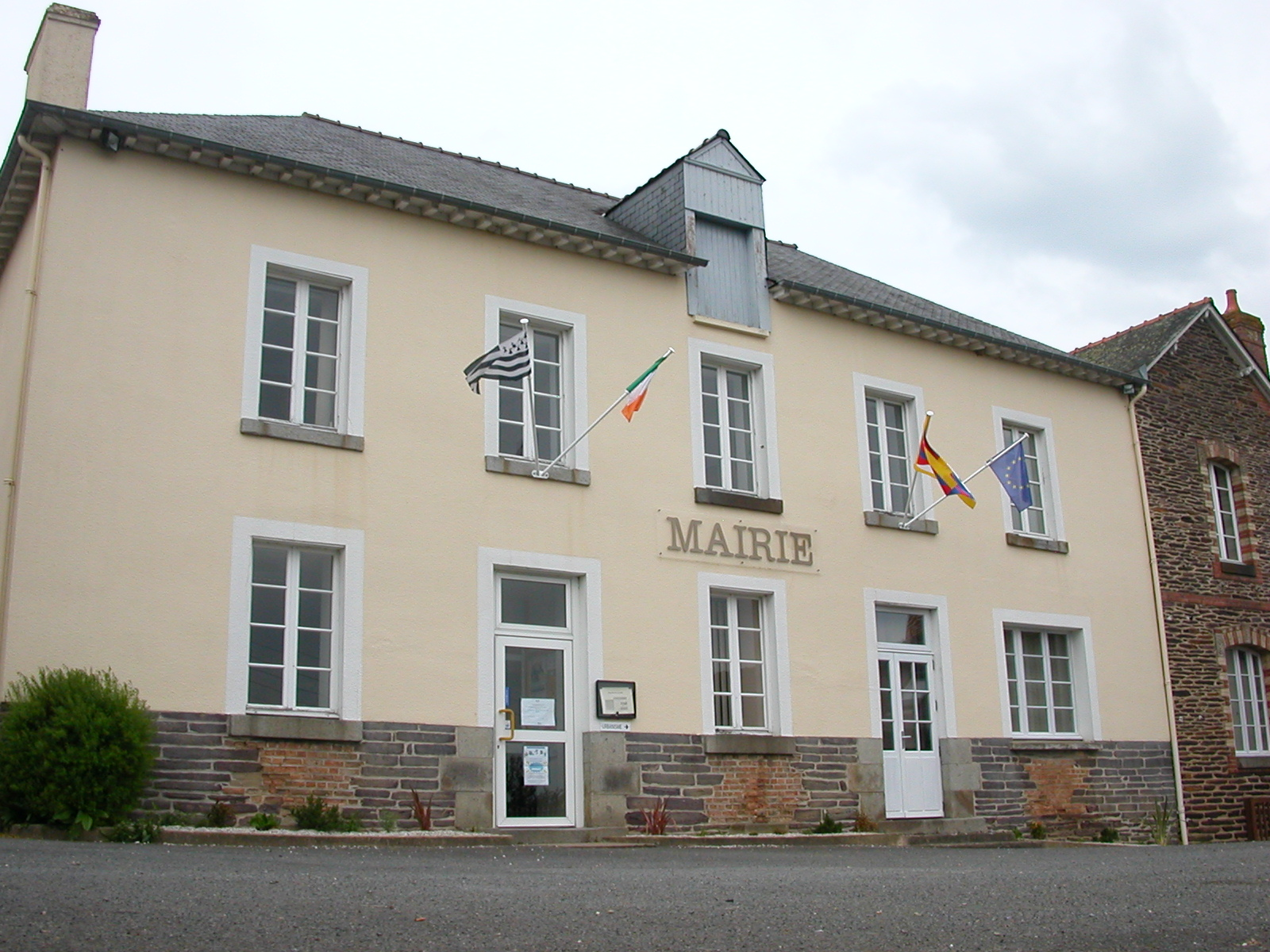
市政厅

塞什河畔努瓦亚勒沙蒂永（48°2'36"N, 1°39'27"W）位于法国西北部，布列塔尼大区东部和伊勒-维莱讷省中部，距离省会雷恩大约6公里。
与塞什河畔努瓦亚勒沙蒂永接壤的市镇包括：雷恩、尚特皮、布列塔尼地区沙特尔、圣埃尔布隆、圣雅克德拉朗德、塞什河畔韦恩、蓬佩昂。
塞什河畔努瓦亚勒沙蒂永境内地势平坦，海拔在17至54米之间。
塞什河自东向西流经塞什河畔努瓦亚勒沙蒂永境内南部，属于维莱讷河左岸一级支流。
按照柯本气候分类法，塞什河畔努瓦亚勒沙蒂永属于较为典型的温带海洋性气候，全年温差较小，降水分布均匀。

## 交通
伊勒-维莱讷省省道D82线和D34线在塞什河畔努瓦亚勒沙蒂永镇中心境内交汇，另有法国国道N137线经过境内西北部地区。雷恩公交61路和91路经过塞什河畔努瓦亚勒沙蒂永境内并设有站点。

## 人口
| 年份   | 1936 | 1946 | 1954 | 1962 | 1968  | 1975  | 1982  | 1990  | 1999  | 2006  | 2007  | 2012  | 2017  |
| ------ | ---- | ---- | ---- | ---- | ----- | ----- | ----- | ----- | ----- | ----- | ----- | ----- | ----- |
| 人口數 | 726  | 789  | 853  | 921  | 1,026 | 1,338 | 1,403 | 2,090 | 5,635 | 5,797 | 5,822 | 6,688 | 6,919 |

## 政治
现任塞什河畔努瓦亚勒沙蒂永市长为塞巴斯蒂安·盖雷（Sébastien Guéret），他是一名左翼无党派人士。

## 文物
塞什河畔努瓦亚勒沙蒂永境内设有两处法国国家文物保护单位：
- 塞什河畔努瓦亚勒沙蒂永公墓十字架（法语：Croix de cimetière de Noyal-Châtillon-sur-Seiche）
- 穆耶米斯庄园（法语：Manoir de Mouillemuse）

## 人物
- 斯泰凡·厄洛（法语：Stéphane Heulot）（1996年－），法国公路自行车运动员，出生于塞什河畔努瓦亚勒沙蒂永